# Robert Cray
Robert Cray (ur. 1 sierpnia 1953 w Columbus) — amerykański wokalista i gitarzysta. W 1974 roku stworzył grupę The Robert Cray Band. Towarzyszył w nagraniach m.in. Albertowi Collinsowi, Ericowi Claptonowi, Tinie Turner, B.B. Kingowi, Chuckowi Berry'emu.

## Kariera
Cray zaczął grać na gitarze jako nastolatek. W Denbigh High School w Newport News, Wirginia, rozwinęło się jego zamiłowanie do muzyki blues i soul, kiedy zaczął kolekcjonować płyty. Początkowo chciał zostać architektem, ale w czasie gdy zaczął studiować architekturę, utworzył lokalną grupę muzyczną "Steakface", określaną jako "najlepsza grupa muzyczna z Lakewood, o której nigdy nie słyszałeś". Zdolności gitarowe i wokalne Craya przyczyniły się do listy utworów Steakface, znanych wykonawców jak Jimi Hendrix, Quicksilver Messenger Service, Fleetwood Mac, The Grease Band, Blodwyn Pig, Jethro Tull, Spirit oraz The Faces.
Mając 20 lat, Cray postanowił założyć własną grupę, z którą zaczął grać w miasteczkach uniwersyteckich na Zachodnim Wybrzeżu. Po kilku latach sukcesów na skalę lokalną, Cray podpisał kontrakt z Mercury Records w 1982. Jego trzeci album, Strong Persuader, wyprodukowany przez Dennisa Walkera, otrzymał nagrodę Grammy, a singel "Smokin' Gun" zapewnił mu szersze uznanie i rozpoznawalność.
W 2011 r. został wprowadzony do Blues Hall of Fame.

## Robert Cray Band
Obecny skład zespołu
- Robert Cray - gitara/wokal
- Tony Braunagel - perkusja
- Jim Pugh - instrumenty klawiszowe
- Richard Cousins - gitara basowa

## Dyskografia
- 1980 — Who's Been Talkin'
- 1983 — Bad Influence
- 1985 — False Accusations
- 1986 — Strong Persuader
- 1988 — Don't Be Afraid Of The Dark
- 1990 — Midnight Stroll
- 1992 — I Was Warned
- 1993 — Shame + A Sin
- 1995 — Some Rainy Morning
- 1997 — Sweet Potato Pie
- 1999 — Take Your Shoes Off
- 1999 — Heavy Picks - The Robert Cray Band Collection
- 2001 — Shoulda Been Home
- 2002 — The Millennium Collection
- 2003 — Time Will Tell
- 2005 — Twenty
- 2007 — Live from Across the Pond [Live 2CD]
- 2008 — Live at the BBC
- 2009 — This Time
- 2010 - Cookin' In Mobile
- 2012 — Nothin But Love
- 2014 - In My Soul